# Charles Kwame Sampson
Charles Kwame Sampson – ghański piłkarz grający na pozycji środkowego obrońcy. W swojej karierze grał w reprezentacji Ghany.

## Kariera klubowa
W swojej karierze piłkarskiej Lamptey grał w klubie Sekondi Hasaacas FC.

## Kariera reprezentacyjna
W 1982 roku Sampson został powołany do reprezentacji Ghany na Puchar Narodów Afryki 1982. Wywalczył z nią mistrzostwo Afryki. Na tym turnieju zagrał w pięciu meczach: grupowych z Libią (2:2), z Kamerunem (0:0) i z Tunezją (1:0), półfinałowym z Algierią (3:2) i w finale z Libią (1:1, k. 7:6).